# Reuss-Lobenstein
Reuss-Lobenstein (tiếng Đức: Reuß-Lobenstein) là một nhà nước thuộc Đế chế La Mã Thần thánh, được thành lập từ đầu thế kỷ XV như là một lãnh địa dưới quyền cai trị của một lãnh chúa thuộc nhánh Reuss Junior của Nhà Reuss, đến cuối thế kỷ XVII nó được nâng lên thành bá quốc và cuối thế kỷ XVIII được nâng lên Thân vương đế chế. Năm 1824, thân vương cuối cùng của Reuss-Lobenstein qua đời mà không để lại người thừa tự, lãnh thổ đã được trao lại cho họ hàng của ông là Thân vương xứ Reuss-Ebersdorf.
Tuy là một nhà nước có diện tích khá khiêm tốn, nhưng Reuss-Lobenstein đã thoát khỏi việc bị Hòa giải Đức thôn tính và khôn khéo vượt qua khỏi Chiến tranh Napoleon cho đến khi dòng thân vương cai trị bị tuyệt tự vào năm 1824.